# Jože Kadunc
Jože Kadunc - Ibar, slovenski partizan in narodni heroj, * 27. april 1925, Dobrepolje, † 16. oktober 1944, Cikava pri Grosupljem (padel v boju).
Kadunc je bil član Skoj-a od leta 1942, član KPS pa od 1943. Kot možen datum smrti se navaja tudi 20. marec 1944. Za narodnega heroja je bil proglašen 13. septembra 1952.